# جون ستانيش
جون ستانيش (بالإنجليزية: John Stanich)‏ مواليد 18 يناير 1925 في ساكرامنتو، هو لاعب كرة سلة أمريكي سابق. يبلغ طوله 5 قدم 10 بوصة (1.8 م). مثّل منتخب بلاده.

## الميداليات
| الميدالية | المسابقة                         |
| --------- | -------------------------------- |
| فضية      | بطولة كأس العالم لكرة السلة 1950 |

## روابط خارجية
- جون ستانيش على موقع الاتحاد الدولي لكرة السلة (الإنجليزية)
- جون ستانيش على موقع سبورتس رفرنس (الإنجليزية)
- جون ستانيش على موقع كلية كرة السلة في سبورتس رفرنس.كوم (الإنجليزية)